# Sistematika opnokrilaca
Red opnokrilaca (Hymenoptera) dijeli se na dva podreda — Symphyta i Apocrita.

## 
U Symphyta se ubrajaju sledeće familije: Siricidae, Cephidae, Pamphiliidae i Tenthredinidae. Takođe ovdje možemo uvrstiti i Orussidae, mada ovu familiju neki autori svrstavaju u poseban podred jer se razlikuju i od Symphita i od Apocrita. Larve Symphyta imaju dobro razvijenu glavu, torakalne i 6-8 pari abdominalnih nogu bez kukica. Ove larve su prilagođene na ishranu biljkama. Tako larve Siricida i Xiphydriida žive ispod kore drveta, kao ksilofagi, a za razlaganje drveta koriste gljivice. Kod Cephoidea larve buše stabla trava i tankih mladica drveta. Kod familija Tenthredinoidea i Megalodontoidea larve su mineri listova ili obrazuju gale, neki žive u plodovima.
- Fam. Siricidae — ose drveta su upadljivo obojeni insekti žute, crne i metalno plave boje. Ženke snažnom legalicom polažu jaja u pukotine kore ili stabljike biljaka. Ova familija obuhvata oko 100 do danas opisanih vrsta, a najpoznatije su Urocerus gigas L. i Sirex juvencus L.
- Fam. Cephidae — ose stabla su uskog, žuto-crnog tijela, dužine do 20 mm. Do danas je opisano oko 100 vrsta, među koje spadaju ose stabljike žita (Cephus pygmaeus L.) koje mogu pričiniti veliku štetu na žitaricama, kao i kruškina osa (Janus compressus F.).
- Fam. Pamphiliidae — lisne ose imaju tijelo uglavnom pljosnato. Larve žive na lišću opleteni „paučinom”. Vrsta Lyda hieroglyphica živi na boru, žuto-crne je boje sa jarkožutim krilima. Veličina je 12-17 mm.
- Fam. Tenthredinidae — prave ose lista su insekti čije larve žive otvoreno na listovima stabala. Larve imaju razvijene 3 para grudnih i više abdominalnih nogu. Antene adulata mogu imati 3-36 članaka. Do sada je opisano oko 4000 vrsta.
- Fam. Orussidae su uglavnom ektoparaziti skrivenih domaćina u hodnicima drveta, plodovima, galama. Dugačkom tankom legalicom ženka buši supstrat tražeći domaćina. Nakon toga paralizuje domaćina i polaže jaja u njemu. Domaćin je kao živa konzerva, nepokretan da ne bi kretanjem kroz hodnike oštetio ektoparazita, a pun hranljivih materija za larvu. Razviće larve je brzo, najčešće nekoliko dana, jer larva zavisi od domaćina koji usled oštećenja može uginuti. Uginuće domaćina prije završetka razvića ektoparazita dovodi i do uginuća ektoparazita.

U podred Apocrita spadaju sledeće familije: Ichneumonidae, Braconidae, Aphididae, Cynipidae, Chalcididae, Proctotrupidae (često se ove familije odvajaju u grupu Parasitica), Apidae, Vespidae, Chrysididae, Scoliidae, Mutillidae, Psammocharidae, Sphecidae, Formicidae (ove familije se izdvajaju u Aculeata). Larve Apocrita su karnivorne, ali kao što ni sve Symphyta nisu biljojedi, tako ni sve Apocrita nisu kao larve karnivorne. Biljojedi se javljaju kod nekoliko grupa. Tako Cynipidae obrazuju gale na hrastu ili na drugom drveću ili travama. Eurytomidae formiraju gale, a ženke familije Agaonidae oprašuju cvasti smokve ostavljajući jaja u njoj. Poseban oblik fitofagije se javlja kod larvi pčela i nekih osa koje sakupljaju polen i nektar i sa njim ishranjuju svoje larve.
- Fam. Ichneumonidae je jedna od najvećih insekatskih familija, obuhvata oko 10000 do danas opisanih vrsta. Adulti po izgledu dosta liče na ose (Vespidae). Od njih se razlikuju po dužim antenama, dvočlanim trohanterom i odsustvom kostalne ćelije prednjih krila. Legalica je kod Ichneumonida stalno napolju i duža je od tijela, dok je kod osa legalica uvlačiva. Larve parazitiraju jaja ili larve različitih insekata, a nekad napadaju i paukove. Tako larve Ephialtes manifestator parazitiraju larve bumbara, a larve Ophion luteus gusjenice mnogih leptirova.
- Fam. Braconidae broji oko 6000 vrsta. Larve parazitiraju leptire, opnokrilce, biljne vaši, rijetko Diptera ili druge insekte ili paukove. Lutke su van domaćina, obavijene svilastim bijelim kokonima. Kod rodova Macrocentrus i Amicropus zabilježena je i poliembrionija. Kod nas je veoma zastupljena vrsta Apanteles glomeratus L. čije larve žive u gusjenicama Lepidoptera. Ženka polaže 30-40 jaja u domaćina. Larve se, nakon nekoliko dana, počinju hraniti masnim tkovom i hemolimfom domaćina. Njihov razvoj traje 10-15 dana. Nakon toga larve napuštaju domaćina i u njegovoj blizini ili na njemu se pretvaraju u lutke. Nakon nekoliko dana pojavljuje se osa.
- Fam. Aphidiidae je grupa sitnih osa, sličnih mravima. Prazitiraju biljne vaši i to apterne ženke. Larva ostavlja neoštećenu samo kožu domaćina („mumija"), a imago se pojavljuje tako što mandibulama proreže kožu.
- Fam. Cynipidae obuhvata parazite lutaka Diptera (subfam. Eucolinae), hiperparazite koji napadaju Braconide koje žive u biljnim vašima (subfam. Charipinae) i prave ose galice (subfam. Cynipinae). Ose galice imaju složen način razvića - smjenu gametogenetske i partenogenetske generacije. Svaka od njih izazivaju morfološki različite gale. Ženka jakom legalicom ubacuje jaja u tkivo korijena, stabla, lista ili cvijeta raznih biljaka. Kao rezultat ishrane larvi javljaju se gale — zadebljanja biljnog tkiva. Vrsta Rhodites rosae obrazuje gale na šipku (Punica granatum), Diplolepis quercus folii obrazuje loptaste gale do 2 cm u prečniku, na donjoj strani lista hrasta. Takođe na donjoj strani lista hrasta gale obrazuje i Neuroterus quercus baccarum. Njegove gale su do 1 cm u prečniku i mogu pokrivati cijelu donju stranu lista.
- Fam. Chalcididae su sitni insekti, uglavnom 2-3 mm dužine. Tako u ovu familiju spada i najsitniji insekt Metalaptus torcuatus Mal., dužine 0,3 mm. Vrste ove familije su paraziti i hiperparaziti, kao i manji broj neparazitskih vrsta koje jaja polažu u stabljikama, najčešće trava.
- Fam. Apidae obuhvata dvije potfamilije: Bombinae (bumbari) i Apinae (pčele). Pčele imaju tijelo gusto obraslo dlakama. Samo mali broj vrsta ima golo tijelo. Njihova gnijezda su uvijek snabdevena nektarom i polenom koji služi za ishranu larvi. Larve su, inače smještene u posebnim pregradama gnijezda, saću. Pčele žive u zajednicama koje se sastoje od matice 30-60000 radilica i nekoliko stotina trutova. Vrsta Apis mellifera je domestifikovana i danas se drži u košnicama radi dobijanja meda. Vrste potfamilije Bombinae takođe žive u zajednicama. Do danas je u našoj zemlji opisano oko 30 vrsta. Česta je vrsta Bombus terrestris.
- Fam. Vespidae — ose razlikuju se od ostalih Hymenoptera po dugoj diskoidalnoj ćeliji prednjih krila. Usni aparat je prilagođen za grickanje sa snažnim nazubljenim mandibulama. Žaoka je dobro razvijena i služi za paralizovanje žrtve. U gnijezdima osa se nalaze, za razliku od pčela, insekti. Vrste potfamilija Vespinae, Polistinae i Polybinae su socijalne, ostale žive solitarno. Kod nas su česte vrste Vespa crabro L. (stršljen) i Vespula germanica L. (obična osa).
- Fam. Scoliidae ne prave gnijezdo već parazitiraju bumbare koje parališu, zakopavaju u zemlju i polažu veći broj jaja.
- Fam. Mutillidae — nazivaju se i somotasti mravi jer su beskrilne ženke pokrivene gustim dlakama i veoma su slične mravima. Ektoparaziti su različitih insekata i drugih zglavkara. Do sada je opisano oko 3000 vrsta koje su uglavnom pustinjske ili polupustinjske. Najraširenija evropska vrsta je Mutilla europea L. čije larve žive u gnijezdima bumbara.
- Fam. Psammocharidae liče na ose. Tijelo im je više ili manje lateralno spljošteno. Lete blizu površine zemlje i to veoma brzo.
- Fam. Sphecidae obuhvata gole ili slabo dlakave ose koje gnijezdo grade pod zemljom kopajući hodnike za smještaj larvi.
- Fam. Formicidae (mravi) su socijalni insekti rasprostranjeni u gotovo svim suvozemnim ekosistemima. Do danas je opisano oko 9500 vrsta. Žive u kolonijama čija brojnost se kreće od nekoliko jedinki do nekoliko miliona. Usni aparat je prilagođen za lizanje i grickanje. Žaoka je zakržljala, tako da se mravi brane mandibulama.